# بیتوزوس
بیتوزوس (به چکی: Bitozeves) یک منطقهٔ مسکونی در جمهوری چک است که در ناحیه لوونی واقع شده‌است. بیتوزوس ۲۰٫۹۸ کیلومتر مربع مساحت و ۳۷۲ نفر جمعیت دارد و ۲۳۱ متر بالاتر از سطح دریا واقع شده‌است.